# Schackendorf
Schackendorf là một đô thị ở huyện Segeberg ở bang Schleswig-Holstein, Đức. Đô thị Schackendorf có diện tích 7,85 km², dân số thời điểm ngày 31 tháng 12 năm 2006 là 820 người.